# Ichnea lycoides
Ichnea lycoides is een keversoort uit de familie mierkevers (Cleridae). De wetenschappelijke naam van de soort is voor het eerst geldig gepubliceerd in 1836 door Laporte de Castelnau.